# Музей научных работ (Ашленд)
Музей научных работ (англ. ScienceWorks Hands-On Museum) — интерактивный научный музей, расположенный в городе Ашленд, штат Орегон, США. Специализируется на популяризации науки, технологий, инженерии, искусства и математики через практическое взаимодействие. Обслуживает школьников, педагогов и широкую аудиторию Южного Орегона и Северной Калифорнии.

## История
Музей был основан в 2001 году как некоммерческая организация по инициативе группы семей. Целью проекта стало создание центра, способствующего достижению образовательных стандартов штата Орегон в области науки. В 2002 году музей открылся для посетителей в здании площадью около 2 400 м², ранее принадлежавшем Pacific Northwest Museum of Natural History. Помещение было отреставрировано при участии сотен волонтёров.
С момента открытия музей принял более миллиона посетителей и реализовал образовательные программы для свыше 100 тысяч учащихся K–12 классов (системы школьного образования США).
Музей предлагает интерактивные экспонаты, экскурсии и выездные образовательные программы, летние научные лагеря, демонстрации и тематические мероприятия по выходным, а также разработку собственных выставок для внутреннего и внешнего показа.
Музей расположен на исторических землях народов шаста, такелма и латгава. До прихода европейцев в XIX веке на месте современного Ашленда находилось поселение народа шаста. В результате колонизации и Золотой лихорадки коренные народы были насильственно переселены на резервации. Современные представители — Конфедеративные племена Гранд-Ронда и Силетц. Музей подчёркивает важность признания коренных народов и их прав.
Музей оказался на грани закрытия из-за пандемии, лесных пожаров и снижения числа туристов. Ожидаемое закрытие музея в 2023 году не состоялось, и вместо этого начался процесс его обновления. В январе 2024 года музей снова открыл свои двери.

## Руководство
В 2025 году должность исполнительного директора заняла доктор Габриэла Чаваррия (англ. Gabriela Chavarria), биолог, научный деятель и специалист по охране природы. Ранее она руководила Музеем естественной истории Бёрка в Сиэтле и занимала пост главного куратора в Денверском музее науки и природы.